# Бородина, Ксения Кимовна
Ксе́ния Ки́мовна Бородина́ (урождённая — Амо́ева, во втором браке — Ома́рова; род. 8 марта 1983, Москва) — российская телеведущая, актриса, диджей и менеджер.

## Биография
Родилась 8 марта 1983 года в Москве. Отец по происхождению курд-езид, мать — наполовину русская, наполовину татарка.
Отец — Ким Джимоевич Амоев (3 марта 1940 — 18 мая 2018), мать — Инна Булатовна Бородина (р. 8 ноября 1960). Когда Ксении был один год, родители развелись. Мать позже вышла замуж за итальянского бизнесмена по имени Дженни, архитектора и владельца строительной компании и уехала в Италию, оставив дочь в Москве на бабушку Галину Ивановну и дедушку Булата Биляловича (приёмный отец Инны Булатовны). Приезжая в Россию, мать дарила много подарков дочери, в 1990-е это помогло семье выжить, они меняли дорогие вещи на еду, но матери ничего не говорили. Когда Ксения повзрослела, она стала часто летать в Италию и смогла подружиться с отчимом и дедушкой. Некоторое время училась в английской школе «Мультилингва». В 18 лет (из-за обиды на отца) взяла фамилию матери.
У Ксении есть двоюродный брат Никита, начинающий рэпер, выступающий под псевдонимом «Стахат».
После окончания частного лицея с углублённым изучением иностранных языков Ксения поступила сразу на второй курс Института гостиничного менеджмента и туризма по специальности «менеджер по туризму».
На телевидении впервые появилась как участница одного из выпусков ток-шоу «Окна».
С 2004 года ведущая проекта «Дом-2» на телеканале ТНТ, а затем с 2021 по 2023 год на телеканале Ю.
В 2025 году участвовала в шестом сезоне шоу «Маска», где скрывалась в костюме Овечки. В четвертом выпуске шоу, вышедшем 2 марта 2025 года, личность Овечки была разоблачена, и ею была Бородина, даже несмотря на то, что её никто не угадал.

### Личная жизнь
Встречалась с Леонидом Нерушенко (4 декабря 1977 — 3 сентября 2005) — солистом группы «Динамит», впоследствии погибшим в дорожном происшествии.
8 августа 2008 года вышла замуж за бизнесмена Юрия Карэновича Будагова (род. 8 мая 1980), с которым познакомилась на Comedy Club. 10 июня 2009 года у них родилась дочь Мария. 4 апреля 2011 года пара развелась.
Встречалась с бывшими участниками реалити-шоу «Дом-2» Оскаром Каримовым (род. 14 декабря 1980) и Михаилом Терёхиным (род. 31 января 1980).
3 июля 2015 года вышла замуж за бизнесмена, дагестанца Курбана Омарова (род. 25 августа 1980). 22 декабря 2015 года родила ему дочь Теону. В июне 2021 года СМИ сообщили о том, что пара рассталась.
3 июня 2025 года вышла замуж за блогера Николая Сердюкова.
Свободно владеет итальянским языком.

## Общественная позиция
В 2018 году Бородина вступила в общественное движение в поддержку президента Владимира Путина Putin Team, неоднократно публично выступала с одобрением путинских инициатив.
В 2022 году поддержала вторжение России на Украину, самостоятельно закупала амуницию для российских мобилизованных военнослужащих, участников нападения на Украину.
Национальное агентство по предотвращению коррупции Украины выступило с инициативой о введении против Бородиной международных санкций за «сознательное нарушение государственной границы Украины с целью проникновения в захваченный российскими оккупантами Крым, пропаганду путинского режима и поддержку войны против Украины».

## Книги
- 2007 — «Дом—2. Законы любви» ISBN 978-985-16-3060-4
- 2011 — «Худеем с Ксенией Бородиной» ISBN 978-5-699-51624-7

## Фильмография
- 2008 — Заза (реж. Андрей Силкин) — девушка главного героя
- 2011 — Метод Лавровой (сериал, 1 сезон, 3-4 серии) — эпизод
- 2013 — Деффчонки — в роли самой себя, репортёр в квартире Звонарёва (36 серия)
- 2014 — С Восьмым марта, мужчины! — сотрудница научного центра «Сколково»

## Телевидение
- Участница ток-шоу «Окна» (2002—2005)
- Участница ток-шоу «Девичьи слезы» (2002—2003)
- Ведущая программы «Дом 2» (2004—2023)
- Участница ток-шоу «Пусть говорят» (2009—2013)
- Соведущая некоторых выпусков программы «Битва экстрасенсов» (2010)
- Участница телепроекта «Танцы со звёздами» (сезон 2011 года)
- Участница телепроекта «Жестокие игры» (2 сезон 2011 года)
- Была два раза спародирована в телепередаче «Большая разница» как соведущая шоу «Дом-2». Пародии исполнила артистка труппы Валентина Рубцова.
- С мая 2012 по 16 июля 2013 года — ведущая шоу «Перезагрузка» на телеканале ТНТ. В 2016 году вернулась в проект и проработала до 2022 года[36].
- С 14 по 17 ноября 2022 года и 13 января 2023 года — одна из ведущих ток-шоу «Женский клуб».
- C 2023 года ведущая российского реалити-шоу «Последний герой».